# Interview with the Vampire (série de televisão)
Interview with the Vampire é uma série de televisão estadunidense de terror gótico desenvolvida por Rolin Jones para a AMC, baseada em The Vampire Chronicles de Anne Rice. Estrelando Jacob Anderson como Louis de Pointe du Lac e Sam Reid como Lestat de Lioncourt, a série começa com o vampiro Louis recontando seu passado e relacionamento tumultuado com o vampiro Lestat.
O programa foi encomendado em junho de 2021, depois que a AMC Networks comprou os direitos de propriedade intelectual abrangendo 18 dos romances de Rice em 2020. A série foi renovada para uma segunda temporada, antes da estreia de sua primeira temporada em 2 de outubro de 2022. Em junho de 2024, a série foi renovada para uma terceira temporada. A série recebeu críticas positivas, com elogios à sua escrita, figurinos, trilha sonora, design de produção, performances principais e sua química.

## Elenco

### Principal
- Jacob Anderson como Louis de Pointe du Lac
- Sam Reid como Lestat de Lioncourt
- Eric Bogosian como Daniel Molloy
- Assad Zaman como Armand
- Bailey Bass como Claudia (1ª temporada)
- Delainey Hayles como Claudia (2ª temporada)
- Ben Daniels como Santiago (2ª temporada)

### Recorrente
- Kalyne Coleman como Grace de Pointe du Lac
- Rae Dawn Chong como Florence de Pointe du Lac
- Chris Stack como Thomas "Tom" Anderson
- Christian Robinson como Levi Freniere
- John DiMaggio como Alderman Fenwick
- Jeff Pope como Finn O'Shea
- Dana Gourrier como Bricktop Williams
- Maura Grace Athari como Antoinette
- Roxane Duran como Madeleine (2ª temporada)

## Lançamento
A série estreou na AMC em 2 de outubro de 2022, com um lançamento antecipado três dias antes no serviço de streaming AMC+. O restante da primeira temporada de sete episódios foi lançado semanalmente com uma semana de antecedência no AMC+.
A série começou sua transmissão internacional gradualmente em 2023. Estreou no canal de TV paga alemão Sky em 6 de janeiro de 2023, e na AMC España na Espanha seis dias depois. Na Austrália, a ABC Television estreou a série em seu canal aberto, bem como no serviço de streaming ABC iview em 5 de maio de 2023, junto com Mayfair Witches.

## Recepção
No Rotten Tomatoes, a primeira temporada da série detém um índice de aprovação de 98% com uma nota média de 8.15/10, com base em 82 críticas. O consenso dos críticos do site diz: "Com um tom lúdico e uma varredura expansiva que permite que a obra gótica de Anne Rice reflita como um cálice de sangue, Entrevista com o Vampiro coloca uma aposta nas preocupações de que esta história não poderia ser ressuscitada com sucesso". O Metacritic, que usa uma média ponderada, atribuiu uma pontuação de 80 em 100 com base em 30 avaliações.